# Ciało ułamków
Ciało ułamków pierścienia całkowitego – ciało, konstruowalne dla danego pierścienia całkowitego {\displaystyle {\mathfrak {R}},} o tej własności, że pierścień ten zanurza się w nim izomorficznie. Innymi słowy, ciało ułamków pierścienia całkowitego {\displaystyle {\mathfrak {R}}} to pierścień ułamków zdefiniowany względem podzbioru multyplikatywnego {\displaystyle {\mathfrak {R}}\setminus \{0\},} czyli na dziedzinie całkowitości.
Obiekt ten nazywany jest ciałem ułamków pierścienia całkowitego lub ciałem ułamków dziedziny całkowitości.

## Konstrukcja
Mając daną dziedzinę całkowitości {\displaystyle {\mathfrak {R}},} konstruuje się ciało ułamków tego pierścienia w następujący sposób. W zbiorze {\displaystyle {\mathfrak {R}}\times ({\mathfrak {R}}\setminus \{0\})} określa się następującą relację:
{\displaystyle (a,b)\wr (c,d)\Leftrightarrow ad=bc}.
Relacja {\displaystyle \wr } jest:
- zwrotna, ponieważ: {\displaystyle ab=ba\Rightarrow (a,b)\wr (a,b);}
- symetryczna, ponieważ: {\displaystyle (a,b)\wr (c,d)\Rightarrow ad=bc\Rightarrow cb=da\Rightarrow (c,d)\wr (a,b);}
- przechodnia, ponieważ:

{\displaystyle (a,b)\wr (c,d)\wedge (c,d)\wr (e,f)\Rightarrow ad=bc\wedge cf=de\Rightarrow adf=bcf\wedge bcf=bde\Rightarrow adf=bde{\stackrel {d\neq 0}{\Rightarrow }}af=be\Rightarrow (a,b)\wr (e,f)}.
Zatem jest to relacja równoważności.
Skonstruujmy zbiór ilorazowy (zbiór klas abstrakcji relacji {\displaystyle \wr }) następująco:
{\displaystyle {\mathfrak {U}}({\mathfrak {R}}):=\left({\mathfrak {R}}\times ({\mathfrak {R}}\setminus \{0\})\right)/_{\wr }},
ze zdefiniowanymi w nim dobrze określonymi działaniami dodawania i mnożenia klas abstrakcji:
{\displaystyle [(a,b)]_{\wr }\oplus [(c,d)]_{\wr }=[(ad+bc,bd)]_{\wr }\qquad [(a,b)]_{\wr }\odot [(c,d)]_{\wr }=[(ac,bd)]_{\wr }}.
Powstała struktura {\displaystyle {\mathfrak {U}}({\mathfrak {R}}),} wraz z określonymi na niej działaniami, jest ciałem i nazywana jest ciałem ułamków pierścienia {\displaystyle {\mathfrak {R}}}.

## Ułamki
Elementy ciała ułamków pierścienia całkowitego nazywa się ułamkami, a klasę {\displaystyle [(l,m)]_{\wr }} zapisuje się zwyczajowo jako {\displaystyle {\frac {l}{m}}}, przy czym liczbę {\displaystyle l} nazywa się licznikiem, a {\displaystyle m} – mianownikiem.

## Zanurzenie izomorficzne
Zdefiniujmy funkcję {\displaystyle \varphi \colon {\mathfrak {R}}\to {\mathfrak {U}}({\mathfrak {R}})} następująco:
{\displaystyle \varphi (x):=[(x,{\widetilde {\mathcal {1}}})]_{\wr },} gdzie {\displaystyle {\widetilde {\mathcal {1}}}} jest jedynką pierścienia.
Funkcja ta jest izomorficznym zanurzeniem pierścienia {\displaystyle {\mathfrak {R}}} w ciało ułamków. Umożliwia to utożsamienie elementów dziedziny całkowitości {\displaystyle {\mathfrak {R}}} z odpowiednimi ułamkami ciała {\displaystyle {\mathfrak {U}}({\mathfrak {R}})}.

## Przykłady
- Ciało ułamków pierścienia liczb całkowitych {\displaystyle \mathbb {Z} } jest izomorficzne z ciałem liczb wymiernych {\displaystyle \mathbb {Q} }[4][15][6][3][20].
- Ciało ułamków pierścienia {\displaystyle \mathbb {Z} [{\sqrt {2}}]} jest izomorficzne z ciałem {\displaystyle \mathbb {Q} ({\sqrt {2}})}[21][22][23].
- Ciało ułamków pierścienia liczb całkowitych Gaussa {\displaystyle \mathbb {Z} [i]} jest izomorficzne z ciałem Gaussa {\displaystyle \mathbb {Q} (i)}[24][25][26].
- Ciało ułamków pierścienia wielomianów stanowiącego dziedzinę całkowitości jest izomorficzne z ciałem wyrażeń wymiernych[3][4][15][27][20][28].
  - W szczególności, ciało ułamków pierścienia wielomianów rzeczywistych jest izomorficzne z ciałem funkcji wymiernych rzeczywistych[6][9].
- Ciała ułamków pierścienia wielomianów całkowitych i pierścienia wielomianów wymiernych są izomorficzne[29].

## Twierdzenia
- Jeśli pierścienie całkowite są izomorficzne, to ich ciała ułamków również[30][31].
- Ciało ułamków dowolnego ciała {\displaystyle \mathbb {K} } jest izomorficzne z ciałem {\displaystyle \mathbb {K} }[32].
- Ciało ułamków niezerowego ideału pierścienia całkowitego {\displaystyle {\mathfrak {R}}} jest izomorficzne z ciałem ułamków tego pierścienia[33].
- Ciało ułamków dziedziny całkowitości {\displaystyle {\mathfrak {R}}} to jedyne (z dokładnością do izomorfizmu) najmniejsze (w sensie inkluzji) ciało, w które zanurza się pierścień {\displaystyle {\mathfrak {R}}}[19].